# Municipio de Morcom
El municipio de Morcom (en inglés: Morcom Township) es un municipio ubicado en el condado de St. Louis en el estado estadounidense de Minnesota. En el año 2010 tenía una población de 94 habitantes y una densidad poblacional de 1,01 personas por km².

## Geografía
El municipio de Morcom se encuentra ubicado en las coordenadas 47°45′47″N 93°1′6″O / 47.76306, -93.01833. Según la Oficina del Censo de los Estados Unidos, el municipio tiene una superficie total de 92.93 km², de la cual 92,93 km² corresponden a tierra firme y (0 %) 0 km² es agua.

## Demografía
Según el censo de 2010, había 94 personas residiendo en el municipio de Morcom. La densidad de población era de 1,01 hab./km². De los 94 habitantes, el municipio de Morcom estaba compuesto por el 97,87 % blancos, el 1,06 % eran afroamericanos, el 1,06 % eran amerindios. Del total de la población el 0 % eran hispanos o latinos de cualquier raza.